# Francesco Saverio Nitti
Francesco Saverio Vincenzo de Paola Nitti (n. 19 iulie 1868, Melfi, Basilicata, Italia – d. 20 februarie 1953, Roma, Italia) a fost un economist și politician italian. Membru al Partidului Radical Italian, Nitti a fost prim-ministru al Italiei între 1919 și 1920. Opozant al regimului fascist din Italia, s-a opus oricărui tip de dictatură de-a lungul carierei sale. Conform articolului „Teoriile suprapopulării” al Enciclopediei Catolice, Nitti a fost, de asemenea, un critic ferm al economistului englez Thomas Robert Malthus și al său Principiu al populației; Nitti a scris Population and the Social System (1894). A fost un important meridionalist studiind originile problemelor Italiei de Sud care au apărut după unificarea Italiei.  

## Carieră
Născut în Melfi, Basilicata, Nitti a studiat dreptul la Napoli și a activat ulterior ca jurnalist. A fost corespondent pentru Gazzetta Piemontese și a fost unul dintre redactorii de la Corriere di Napoli (Curierul din Napoli). În 1891 a scris o lucrare despre socialismul creștin, intitulată Il socialismo cattolico (Socialismul catolic). În 1898, când avea doar 30 de ani, a devenit profesor de finanțe la Universitatea din Napoli. Nitti a fost ales în 1904 din partea Partidului Radical Italian în Parlamentul italian. Din 1911 până în 1914 a fost ministru al agriculturii, industriei și comerțului sub conducerea primului ministru de atunci Giovanni Giolitti. În 1917 a devenit ministru de finanțe sub Vittorio Emanuele Orlando și a deținut funcția până în 1919. La 23 iunie 1919 Nitti a devenit prim-ministru și ministru de interne. Un an mai târziu, a fost și ministru al coloniilor. Cabinetul său s-a ocupat de marile tulburări sociale și nemulțumiri generate din cauza deciziilor Tratatului de la Versailles. Deosebit de tulburătoare a fost revolta asupra drepturilor statului Fiume condusă de Gabriele D'Annunzio. Nitti a avut mari dificultăți în menținerea funcționării administrației, datorită dușmăniei dintre facțiunile politice extrem de divergente ale comuniștilor, anarhiștilor și fasciștilor. După mai puțin de un an în calitate de șef al guvernului, a demisionat și a fost succedat de veteranul Giolitti la 16 iunie 1920. În domeniul politicii sociale, guvernul lui Nitti a adoptat o lege care stabilește asigurarea obligatorie pentru șomaj, invaliditate și bătrânețe. 
Din 1901 până în 1924, Nitti a fost membru al Camerei Deputaților din țară, mai întâi din partea Partidului Radical Italian și apoi pentru Partidul Liberal Democrat Italian. Încă membru al Parlamentului italian, Nitti a rezistat puterii crescânde a fascismului italian și l-a disprețuit în mod deschis pe Benito Mussolini. În 1924 Nitti a decis să emigreze și s-a întors în Italia abia după al Doilea Război Mondial, s-a alăturat Uniunii Naționale Democrate și a fost membru al Senatului Republicii în grupul de Stângă Independentă din 1948 până la moartea sa în 1953. Ca laic și anticlerical, el s-a opus partidului Democrație Creștină și s-a opus ferm aderării la NATO. În cartea sa din 1927 Bolșevism, fascism și democrație, Nitti a corelat fascismul cu bolșevismul, spunând: „Există mică diferență între cele două și, în anumite privințe, fascismul și bolșevismul sunt identice”. În același timp, ca pozitivist, pentru Nitti atât politica, cât și istoria s-au rezumat la fapte. La fel ca al Doilea Război Mondial, Revoluția Rusă a fost un fapt. Împotriva opiniei lui Georges Clemenceau, care considera pe ruși niște barbari ignoranți perfectibili, iar pe germani niște barbari imperfect educați, Nitti se întreba ce i-ar fi împiedicat să se înțeleagă cu Rusia bolșevică, odată ce s-au înțeles bine cu Rusia Țarilor. Referindu-se la modernizare, el a scris: „Transplantarea principiilor și metodelor Revoluției Ruse într-o țară precum Italia... ar fi o ruină sigură. Dar se poate adăuga că există ceva în spiritul Revoluției Ruse pe care nici măcar Italia nu îl poate ignora.”

## Lucrări notabile
- Populația și sistemul social (1894)
- Socialism catolic (1895, retipărit 1908)
- Eroi e briganti (Eroi și briganti) (1899; retipărit de Osanna Edizioni, 2015) -ISBN: 8881674696, 9788881674695)
- L'Italia all'alba del secolo XX (1901)
- Principi di scienza delle finanzie (1903, 1904; ed. a 5-a, 1922). Traducere în franceză: Principes de science des finances, (1904)
- Europa fără pace (1922)
- Decadența Europei (1922)
- Epava Europei (1923)
- Bolșevism, fascism și democrație (1927)